# Yangpu-Brücke
Die Yangpu-Brücke (chinesisch 楊浦大橋 / 杨浦大桥, Pinyin Yángpu Dàqiáo) ist eine Straßenbrücke in Shanghai, China.
Die Brücke hat sechs Fahrstreifen und zwei Gehwege, die als Aussichtsplattform dienen. Sie überquert im Zuge der Inneren Ringstraße den Huangpu-Fluss in einer lichten Höhe von 49 m und verbindet die Stadtbezirke Yangpu und Pudong. Die Schrägseilbrücke ist, ohne die anschließenden Hochstraßen, 1172 m lang und 30,35 m breit. Ihre Hauptöffnung hat eine Spannweite von 602 m, an die sich beiderseits Brückenfelder von 144 m und 99 m anschließen. Ihre beiden Pylone in Form eines umgedrehten Y sind 223 m hoch, davon 167 m oberhalb des Brückendecks. Die Schrägseile sind von dem mittigen Stiel des Pylons zu den Außenseiten des Fahrbahnträgers gespannt. Der Fahrbahnträger besteht aus zwei stählernen Hohlkästen, die mit Querriegeln aus  Doppel-T-Trägern verbunden sind. Darauf wurde eine Betonplatte aus Fertigteilen aufgebracht, die mittels Ortbeton mit dem Stahlrost verbunden wurde.
Die Brücke wurde vom Shanghai Municipal Engineering Design Institute, Shanghai Urban Construction College, und dem Shanghai Urban Construction Design Institute mit Unterstützung durch Holger S. Svensson aus dem Ingenieurbüro von Fritz Leonhardt entworfen und in den Jahren 1991 bis 1993 von Shanghai Huangpujiang Bridge Engineering Construction gebaut.